# Hofanlage Altenbrücker Straße 1
Die Hofanlage Altenbrücker Straße 1, Moorhof Altenbrück, in der niedersächsischen
Stadt Osterholz-Scharmbeck-Pennigbüttel/Altenbrück im Landkreis Osterholz stammt vom 18. Jahrhundert. Aktuell (2025) wird sie zum Wohnen und als Ferienhof genutzt.
Die Gebäude stehen unter Denkmalschutz (siehe auch Liste der Baudenkmale in Osterholz-Scharmbeck).

## Geschichte und Beschreibung
Zwischen Wümme, Hamme und Oste liegt das Moorgebiet, das Moorkommissar Jürgen Christian Findorff als Leiter der Moorkolonisation des Teufelsmoores um 1760 urbar machte und aufsiedelte. Dabei entstand auch der Ort Altenbrück.
Die Hofanlage in der Hammeniederung besteht aus
- dem eingeschossigen giebelständigen Wohn- und Wirtschaftsgebäude als Zweiständer-Hallenhaus von um 1760 in Rasterfachwerk mit Steinausfachungen, mit reetgedecktem Krüppelwalmdach und Niedersachsengiebel mit Uhlenloch und der Grooten Door mit Rundbogen,[2]
- der giebelständigen Scheune als Gefügebau aus der zweiten Hälfte des 18. Jahrhunderts mit vertikaler Verbretterung und reetgedecktem Walmdach; im Inneren ist die originale Konstruktion erhalten,[3]
- und einen nicht denkmalgeschützten Anbau.

Das Landesdenkmalamt befand u. a.: „… typisches Hallenhaus in Zweiständerkonstruktion des 18. Jahrhunderts, wie sie in den Moorsiedlungen, insbesondere auch von Jürgen Christian Findorff, errichtet wurden …“
Zur Gruppe der denkmalgeschützten Gebäude zählen auch die benachbarten Hofanlage Altenbrücker Straße 4, die Hofanlage Altenbrücker Straße 5 und die Scheune Altenbrücker Straße 6.